# Ommatauxesis macrops
Ommatauxesis macrops is een spinnensoort in de taxonomische indeling van de Desidae.
Het dier behoort tot het geslacht Ommatauxesis. De wetenschappelijke naam van de soort werd voor het eerst geldig gepubliceerd in 1903 door Eugène Simon.